# Ratzenegg
Ratzenegg je naselje v Občini Možberk v Okraju Celovec-dežela na Koroškem v Avstriji.